# Erik Paulsen
Erik Paulsen (Bakersfield, 14 maggio 1965) è un politico statunitense, ex-membro della Camera dei rappresentanti degli Stati Uniti per lo stato del Minnesota.

## Biografia
Nato in California in una famiglia di origini norvegesi, Paulsen crebbe a Minneapolis e dopo gli studi in matematica cominciò a svolgere la professione di analista di business.
In seguito intraprese la strada politica con il Partito Repubblicano e lavorò nell'ufficio dell'allora senatore Rudy Boschwitz. Nel 1994 venne eletto alla Camera dei rappresentanti del Minnesota e vi rimase fino al 2008, quando lasciò la legislatura statale per concorrere alle elezioni per la Camera dei rappresentanti nazionale. Paulsen riuscì a farsi eleggere al Congresso e venne riconfermato dai votanti anche nelle successive elezioni.
Ideologicamente Paulsen si configura come un conservatore, specialmente in campo sociale.